# Federico Chabod
Pour les articles homonymes, voir Chabod.
Federico Chabod, francisé en Frédéric Chabod, est un historien et homme politique italien, né le 23 février 1901 à  Aoste et mort le 14 juillet 1960 à Rome.
Militant antifasciste et autonomiste, il joue un rôle de premier plan lors de la création de la région autonome de la Vallée d'Aoste.

## Biographie
Frédéric Chabod est le fils de Laurent Chabod, notaire (mort en 1919), et d'une piémontaise, Giuseppina Baratono, originaire d'Ivrée. Il adhère tout jeune à la Ligue valdôtaine, un mouvement autonomiste et antifasciste. Il étudie aux Universités de Turin, de Florence et de Berlin, en se consacrant à la recherche historique. Enseignant dans un lycée de Rome, il devient ensuite professeur d'histoire à l'université de Pérouse et à celle de Milan.
En 1943 il revient en Vallée d'Aoste, où il entre dans la Résistance, mais, l'année suivante il doit se réfugier en France pour échapper aux recherches des Allemands et des fascistes. Il ne revient à Aoste qu'en 1945, après la Libération.
Farouchement opposé à l'annexion à la France, Chabod s'emploie à ce que le gouvernement italien accorde un statut d'autonomie à la Vallée d'Aoste.
Élu président du premier Conseil de la Vallée d'Aoste, il s'oppose cependant à la requête que cette autonomie soit garantie par les organismes internationaux. Il est alors durement contesté et démissionne de la Présidence du Conseil pour reprendre ses études, qui font de lui l'un des plus célèbres historiens italiens.

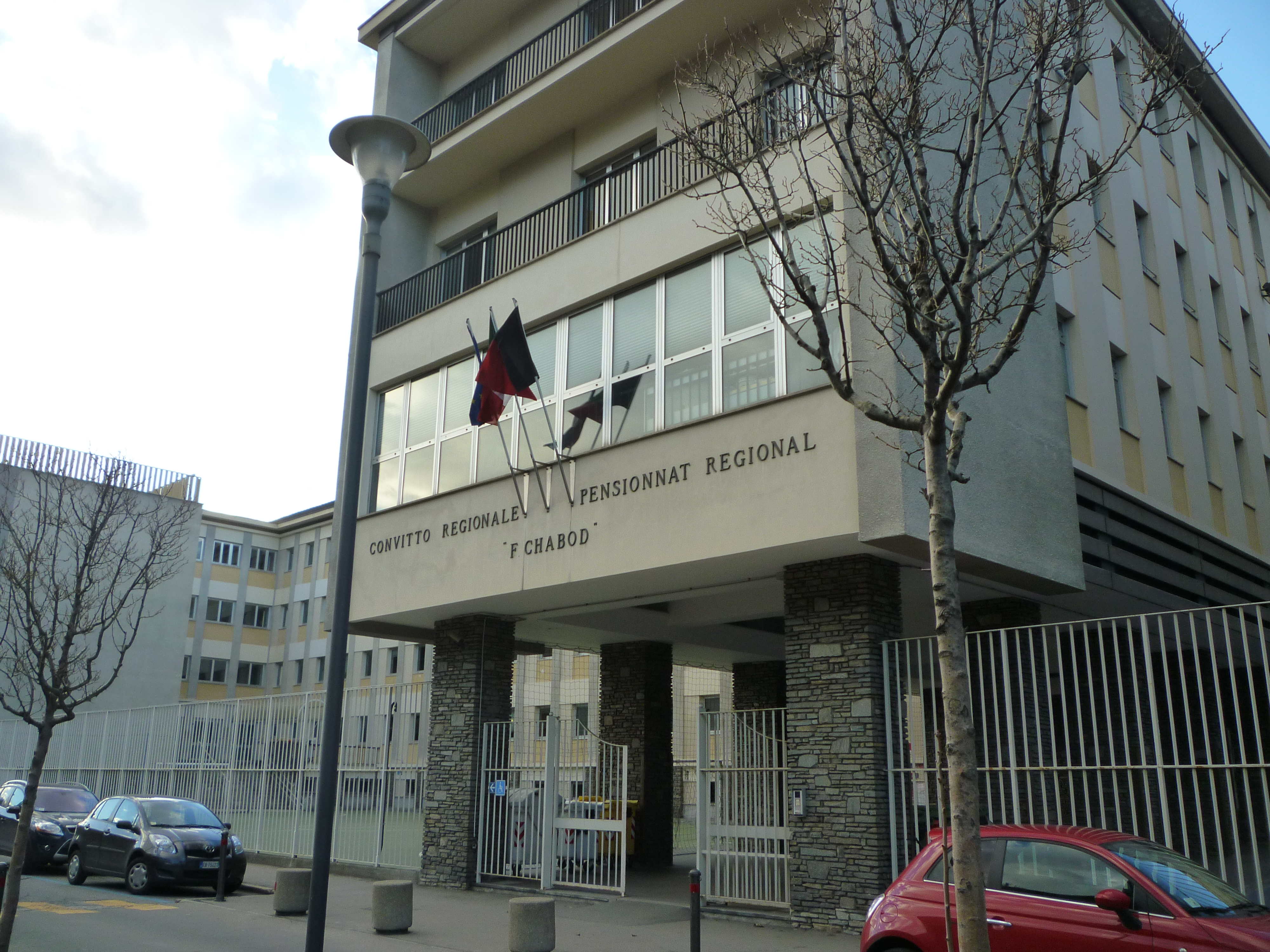
Le pensionnat régional, rue Amilcar Crétier à Aoste.

Chabod partage avec Émile Chanoux l'idée que les minorités linguistiques, comme le peuple valdôtain, ont un grand rôle à jouer dans l'histoire des peuples, car elles représentent un lien entre les différentes nations et un laboratoire de tolérance et de respect réciproque ; mais Chabod est un partisan de la conception de l'État unitaire, alors que Chanoux pense que le respect des peuples minoritaires ne peut passer qu'à travers le dépassement des États unitaires et la formation de fédérations libres et volontaires. Il meurt à Rome en 1960.
Son nom est rappelé par le « refuge Frédéric Chabod », qui célèbre sa passion pour l'alpinisme, ainsi que par un boulevard à Aoste et par le pensionnat régional.